# Triphoroidea
Triphoroidea Gray, 1847 è una superfamiglia di piccoli molluschi gasteropodi marini di incerta collocazione tassonomica.

## Tassonomia
Comprende le seguenti famiglie:
- Berendinellidae Guzhov, 2005 †
- Cerithiopsidae H. Adams & A. Adams, 1853
- Newtoniellidae Korobkov, 1955
- Triphoridae Gray, 1847